# Morra (Città di Castello)
Morra (da murra, roccia) è una frazione del comune di Città di Castello, nella valle del Nestore, in provincia di Perugia; dista 20 chilometri dal capoluogo ed è al confine della Toscana, a metà strada verso Cortona.

## Storia
Fu un centro noto durante la dominazione romana (soprattutto nell'epoca dei martiri cristiani) e tra il Quattrocento e il Cinquecento. Nell'autunno 1943 Angelo Ferri costituì a Morra la banda partigiana "Gruppo armato Morra", che si unì alle bande di Badia di Petroia e di Monte Santa Maria Tiberina, e i nazisti tentarono dei rastrellamenti contro questi gruppi anche a Morra nel luglio 1944.
Morra è un piccolo paese immerso nel verde Appennino al confine con la Toscana che cela, dietro la sua semplicità, un tesoro di inestimabile valore fatto di cultura, tradizione e folklore. Da segnalare, innanzi tutto, che intorno al 1200 nacque ed acquistò vigore la “Confraternita del SS Sacramento e di San Crescentino” di Morra della quale non si conosce la data precisa nella quale fu istituita, poiché documenti dell'epoca non esistono e le poche notizie che si hanno sono frammentarie e lasciano solo presumere che il periodo sia da collocare fra il 1250 ed il 1264. Nel 1420 fu edificata la chiesa attuale intitolata anch'essa a San Crescentino, alla costruzione della quale contribuirono con elemosine tutti i fedeli ed in particolare i possidenti dell'epoca, che lasciarono consistenti legati; poi verso i primi del 1500, fu chiamato Luca Signorelli perché affrescasse parte delle pareti.

## Monumenti e luoghi d'interesse
Notevoli sono sia l'Oratorio di San Crescentino, che la Pieve della fine del Duecento.

### Pieve di Santa Maria
La piazza del paese ospita la Pieve di Santa Maria. La chiesa, costruita secondo la tradizione sui resti di un tempio dedicato alla dea della Fecondità, è ricordata in una Bolla del 1126 e in un trattato del 1230 tra Perugia e Città di Castello come una delle trenta pievi della diocesi tifernate dipendente dalla vicina abbazia di Santa Maria di Petroia. Nell'anno giubilare 1625 papa Urbano VIII concesse alla chiesa lo “speciale privilegio” di “Arcipretura” e al parroco il titolo di “Canonico Sopranumerario”. Più volte ristrutturata, essa conserva nella parte superiore della facciata i resti di un archivolto monolitico come unica traccia della costruzione romanica. L'edificio religioso è a pianta rettangolare con un'unica navata, tetto a capriate, transetto non sporgente ed è concluso da un'abside semicircolare. La sua funzione di pieve, documentata dal libro dei battesimi conservato nell'archivio parrocchiale, è svelata all'interno dal fonte battesimale settecentesco situato a sinistra dell'ingresso. L'apertura secondaria visibile soltanto dall'interno lungo il muro perimetrale destro, della quale rimane l'arco a tutto sesto con le due mensole aggettanti, costituisce una soluzione originale che non ha riscontro in analoghe costruzioni della diocesi. Nel presbiterio ai lati dell'altare si trovano due tele seicentesche, entrambe dedicate alla Madonna. Il dipinto a destra rappresenta la Madonna di Loreto tra Sant'Antonio da Padova e un santo sacerdote. Nel cartiglio compare il nome della famiglia Nicasi, grandi proprietari terrieri della zona. L'opera collocata a sinistra, datata 1633, raffigura la Madonna delle Grazie tra i Santi Francesco, Paolo, Antonio da Padova e Domenico. Morra è soprattutto una tappa fondamentale dell'itinerario signorelliano in Alta Valle del Tevere.

### Oratorio di S. Crescentino

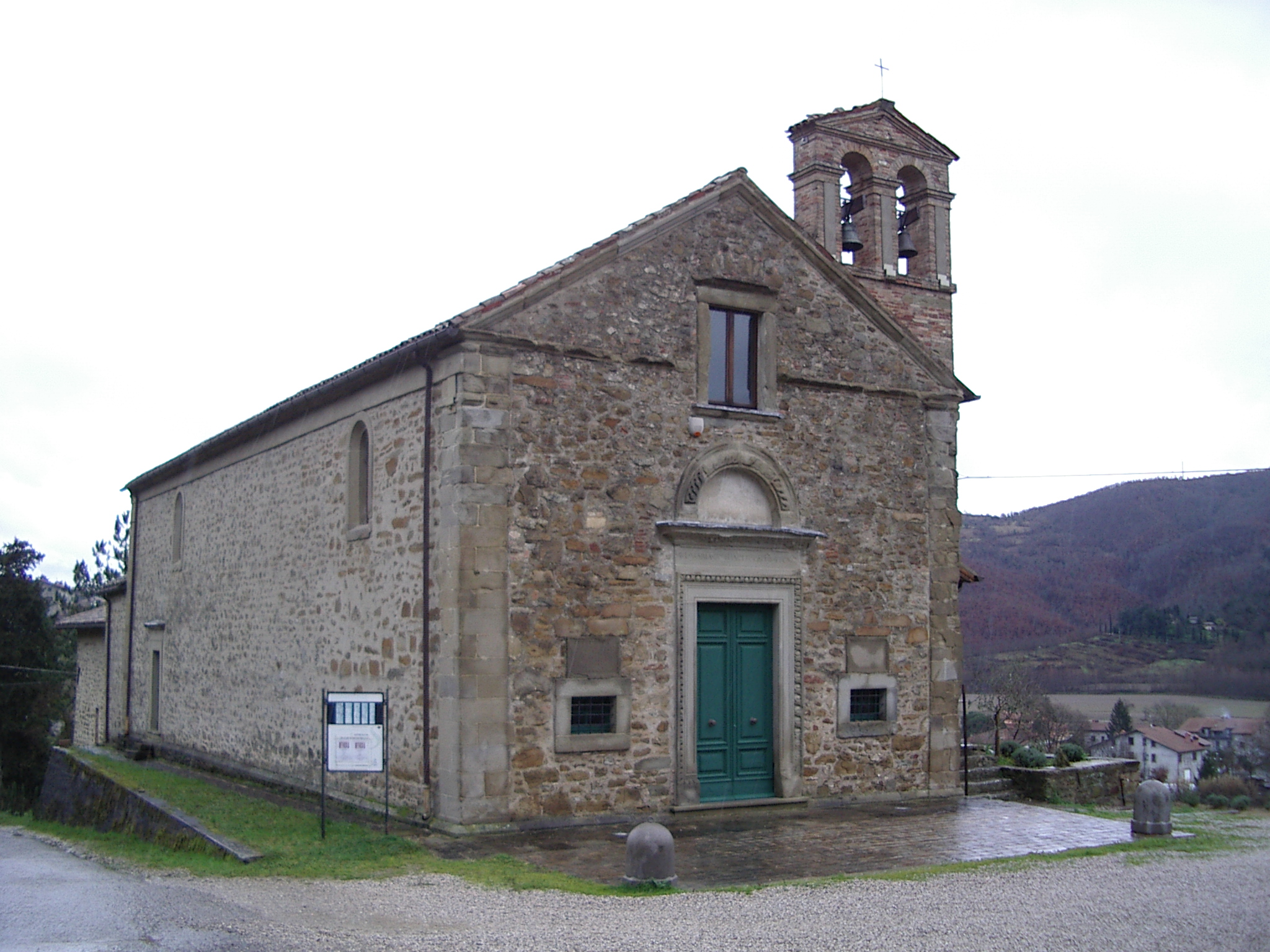
Oratorio di San Crescentino - Morra

Poco distante dal centro abitato sorge, infatti, l'Oratorio di San Crescentino, un vero scrigno d'arte che custodisce un interessante ciclo di affreschi di Luca Signorelli.

## Eventi e attività

### Eventi
Nel mese di giugno di ogni anno, in occasione del "Corpus Domini", si festeggia San Crescentino (un'antica leggenda narra che uccise un drago e le sue ossa sepolte nella piazza della Pieve Santa Maria, recentemente ristrutturata) e la locale Confraternita del SS. Sacramento organizza una processione che si snoda per le strade del paese.
L'ultimo fine settimana di luglio e il primo di agosto come da consuetudine, si svolge la Festa d'estate - Morra a tutta birra, un evento che negli anni è riuscito a crescere e consolidarsi grazie alla sinergia di tutti gli attori coinvolti nell'organizzazione. "Morra a tutta birra" riesce ad attrarre un enorme afflusso di persone, offrendo squisite proposte culinarie (stinco di maiale cotto sul forno a legna, bistecca alla fiorentina, birra), musica e convivialità.
Nel penultimo week-end di ottobre si svolge la Sagra della Castagna che rappresenta sicuramente l'impegno più importante per l'associazione Pro loco Morra, che nasce e si sviluppa in questo contesto, nel 1975; da allora l'obiettivo principale dell'associazione è stato quello di far conoscere e promuovere il paese in tutti i suoi aspetti. Lo scopo di questa sagra consiste nel farvi apprezzare uno dei prodotti tipici della nostra vallata. Durante tutta la manifestazione è in funzione uno stand gastronomico per gustare in svariate maniere ogni prodotto e/o preparazione a base di castagne (dolci, miele raccolto nel periodo della fioritura dei castagni, che conferisce un colore particolare ed un sapore inconfondibile, marmellata, castagne sotto spirito, castagne arrosto comunemente chiamate "caldarroste"), sarà possibile visitare le mostre e nel pomeriggio della domenica, assistere ad un concerto di musica classica all'interno della Pieve di Santa Maria.

### Attività
Nei primi anni cinquanta, è stata fondata una squadra di calcio militante nel campionato di seconda categoria umbro, la "A.S.D. Tigrotti Morra".

### Gruppo Cantus Vocum
il “Gruppo Cantus Vocum”, nasce come “Ottetto Gershwin” nel 1998 per volontà di un gruppo di amici che accomunati dalla stessa passione, la musica e il canto. L'Ottetto ha debuttato per la prima volta nel dicembre del 1998 ad Umbertide, ospite del circolo artistico culturale di San Francesco, ha partecipato all'edizione 1999 dei concerti organizzati da Arci Novamusica presso la sala del Tribunale di Città di Castello, alla manifestazione musicale “Isola Sonante 2000” e sempre nello stesso anno, ha preso parte ad una “Rassegna corale” tenutasi a Sant'Angelo in Vado (PS).
Nel 2001 al gruppo si sono inseriti nuovi componenti cosicché l'Ottetto Gershwin si trasforma in “Gruppo Cantus Vocum”. Ha debuttato come tale, per la prima volta nell'Oratorio di San Crescentino a Morra in occasione della festa del S.S. Sacramento e ha partecipato all'edizione 2001 dei concerti organizzati dall'Assessorato alle Politiche Culturali presso la Pinacoteca comunale di Città di Castello.
Il 1º marzo 2002 il Gruppo si è costituito come Associazione Culturale, e nell'autunno 2002 si uniscono al gruppo giovani strumentisti e nasce la collaborazione con l'associazione teatrale “Il Castellaccio”, che ha portato alla realizzazione del musical “A proposito di Francesco” (tratto dalla commedia musicale “Forza, venite gente!” di Mario Castellacci), presentato per la prima volta nel 2003 nel Teatro Comunale di Città di Castello, e riproposto più volte fino al 2005.
Contemporaneamente all'attività teatrale, il Gruppo Cantus Vocum, nel novembre 2002 prende parte all'Incontro Polifonico Umbro “In Coro 2002” presso la chiesa di S. Francesco a Città di Castello; nell'estate 2003 alla “Rassegna Corale” presso il Santuario Madonna delle Grazie del Rivaio a Castiglion Fiorentino e nel dicembre dello stesso anno si è presentato alla XVIII edizione “Natale in Coro” nella chiesa parrocchiale di Ripa organizzata dall'Associazione Regionale Cori dell'Umbria.
Nell'aprile 2004 il Gruppo ha preso parte alla XV edizione del “Concorso Internazionale di Canto Corale” presso il Teatro Nuovo di Verona, classificandosi tra i gruppi che si sono meritati giudizi tali da raggiungere la categoria dell'ottimo..
Il 2005 si è aperto con due concerti consecutivi, nei mesi di febbraio e marzo, presso l'Oratorio degli Angeli di Città di Castello in occasione della seconda edizione di “Teatro da Camera”, organizzato dalla Politheatre di Città di Castello in collaborazione con il Comune di Città di Castello. Nel mese di aprile il Gruppo si è esibito in concerto presso la chiesa Collegiata di Montone e presso la chiesa St. Roch a Nizza, ospiti del coro francese “La Cle de Dan”. Da ultimo, nel mese di maggio l'esibizione alla Messa degli Artisti, presso la Basilica di S. Maria in Montesanto a Roma.
Il Gruppo nella primavera 2006 ha registrato dal vivo presso l'Oratorio di San Crescentino a Morra il primo cd musicale, contenente i migliori pezzi sacri e profani del proprio repertorio.
Nel dicembre dello stesso anno il Cantus Vocum si esibito in occasione della Santa Messa celebrata nella Chiesa Santa Maria dell'Immacolata Concezione presso il Parco di Villa Borghese a Roma. Sempre nello stesso mese, si è esibito presso il Teatro degli Atti a Rimini in occasione di una rassegna musicale organizzata dal Coro le Allegre Note di Riccione.
Il direttore del Gruppo e stato dal 1998 al 2009 il M° Maurizio Poesini, mentre il successivo è stato il M° Angelo Annibale Tordini.
Il repertorio preferito dal gruppo si compone di brani a quattro voci miste, che esegue prevalentemente a cappella; è molto vasto ed eterogeneo spazia dalla musica rinascimentale a quella barocca, fino ad arrivare alla musica etnica (tipica popolare umbra e non), pop, jazz e blues con gli spiritual e i gospel.